# Restauro della basilica superiore di Assisi

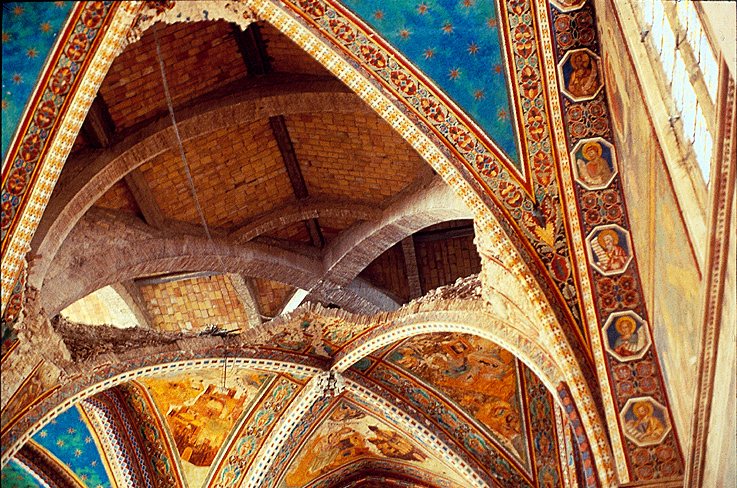
La Volta del Cimabue dopo il crollo.

Il restauro della basilica superiore di Assisi si è reso necessario per rimediare ai danni cagionati dal terremoto che ha coinvolto l'area nel 1997.

## I danni cagionati dal terremoto
Il 26 settembre del 1997, alle 11.42, una forte scossa di terremoto colpì l'Umbria e le Marche, causando, oltre a danni ingenti alle case e vittime tra la popolazione, il crollo di parte degli affreschi e delle volte della Basilica superiore di San Francesco in Assisi.
Il crollo provocò quattro vittime, due tecnici della Soprintendenza - Bruno Brunacci e Claudio Bugiantella - e due frati - fra' Angelo Api e fra' Zdzisław Borowiec - e causò inoltre il crollo di parte degli affreschi sulla volta della prima campata: il San Girolamo (attribuito da alcuni a Giotto giovane), dove erano raffigurati i Quattro dottori della Chiesa; la figura di San Matteo, sulla volta raffigurante i Quattro Evangelisti di Cimabue; inoltre, la volta stellata, ridipinta nell'Ottocento. Sull'arco di controfacciata e sul costolone, anch'essi crollati, sono rovinate a terra otto figure di santi e altre decorazioni. L'unico sopravvissuto al crollo, Sergio Fusetti capo restauratore della Basilica di San Francesco e del Sacro Convento, sarà poi uno dei maggiori protagonisti delle opere di restauro.

## I primi interventi
I primi interventi post-terremoto furono indirizzati soprattutto alla messa in sicurezza dell'edificio sacro e al recupero delle centinaia di migliaia di frammenti sparsi tra le macerie. Una gara di solidarietà che ha coinvolto, oltre i tecnici della Soprintendenza e i restauratori dell'Istituto centrale per il restauro di Roma, anche molti volontari da tutta Italia, soprattutto studenti dei corsi di Conservazione e di Storia dell'arte di Viterbo e Roma.

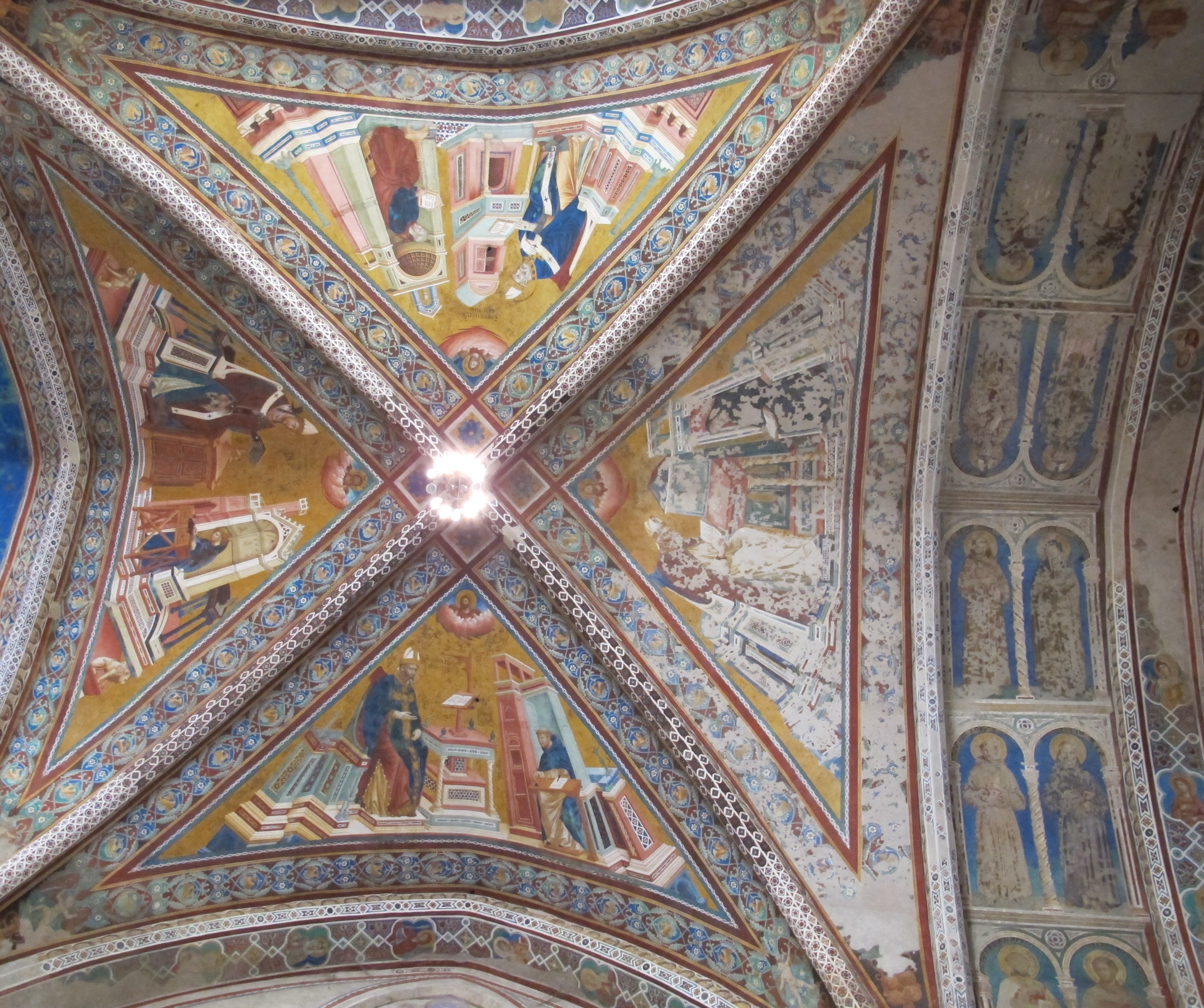
Arcone di ingresso della basilica e vela con il San Girolamo in cattedra dopo i restauri

## Gli interventi
A seguito dei danni causati dalle scosse, la basilica venne chiusa al pubblico per interventi di conservazione e restauro. Due degli otto santi contigui alla controfacciata, i Santi Rufino e Vittorino, furono riposti sulla volta. Vennero raccolti oltre 300.000 frammenti in corrispondenza dell'arcone dei santi e della vicina vela di San Girolamo, come della vela stellata e di quella di San Matteo. A questa prima fase ne è seguita una successiva, la selezione dei frammenti che veniva eseguita in base alle sfumature e al colore. Successivamente si è passati al riconoscimento fotografico, seguito da tentativi di individuazione, in base ai punti di frattura, dei possibili punti di attacco. Indispensabile è stato l'aiuto delle fotografie scattate prima del terremoto e la loro stampa a grandezza naturale, sulle quali si poterono effettuare le prove di rispondenza dei frammenti.
Il 26 settembre 2001 vennero ricollocati gli otto santi dell'arcone (cioè Rufino, Vittorino, Benedetto, Antonio di Padova, Francesco, Chiara, Domenico, Pietro martire). Le opere vennero ricostruite tramite la tecnica del tratteggio e dell'abbassamento ottico dell'opera stessa. Dopo un anno, il 26 settembre 2002 fu ricostruita anche la vela di san Girolamo: circa 80.000 frammenti su una superficie di 80 metri quadrati. Il 5 aprile 2006 si è svolta l'inaugurazione della vela di San Matteo e del cielo stellato.
Non è stato possibile recuperare tutto il materiale: già prima del crollo le condizioni dell'affresco non erano buone. L'abitudine di Cimabue di usare biacca, mescolata ad altre vernici, ha fatto sì che il colore, diventasse via via evanescente, quasi monocromatico. Per questo la ricostruzione non è stata facile e risulterà incompleta.
La basilica venne riaperta al pubblico il 28 novembre 1999, a due anni dal terremoto. 
Decine i restauratori impegnati nel lavoro di quello che è stato chiamato Il cantiere dell'utopia; 60.000 le ore impiegate, per un costo di 72 miliardi di lire, circa 37 milioni di euro.